# Aphylla alia
Aphylla alia är en trollsländeart som beskrevs av Philip Powell Calvert 1948. Aphylla alia ingår i släktet Aphylla och familjen flodtrollsländor. Inga underarter finns listade i Catalogue of Life.